# Оскар (82-га церемонія вручення)
82-га церемонія вручення премії «Оскар» за заслуги в області кінематографа за 2009 рік відбулася 7 березня 2010 року в Театр «Кодак» у Лос-Анджелесі. Церемонія відбулася не як зазвичай в кінці лютого, а на початку березня, оскільки з 12 по 28 лютого 2010 року в канадському місті Ванкувері проходили Зимові Олімпійські ігри. Номінанти у 24 категоріях були оголошені 2 лютого 2010 року. Церемонію вели відомі актори Алек Болдвін та Стів Мартін.
Абсолютним лідером за кількістю нагород, шість з дев'яти номінацій, став фільм режисера Кетрін Бігелоу «Володар Бурі». Кетрін Бігелоу стала першою жінкою за всю історію «Оскара», яка отримала нагороду за режисерську роботу. Фільм «Аватар», який також брав участь у дев'яти номінаціях, був удостоєний премії тільки в трьох категоріях. Цього разу номінантів на головний приз у категорії «Найкращий фільм» було не п'ять, а десять. Це було зроблено для того, щоб такі касові фільми, як «Аватар» та інші, мали шанс потрапити в почесну номінацію. Акторки Сандра Баллок та Мо'Нік, а також актори Джефф Бріджес та Крістоф Вальц, які були вже удостоєні премій «Золотий глобус» і Премія Гільдії кіноакторів США у 2010 році, отримали нагороди в тих самих категоріях за ті ж фільми. Нагородою за внесок у кінематограф були відзначені 14 листопада 2009 акторка Лорен Беколл, кінорежисер Роджер Корман і кінооператор Гордон Вілліс. А нагороду імені Ірвінга Тальберга отримав кінопродюсер Джон Каллі.
82-га церемонія вручення премії «Оскар» транслювалася американською телевізійною мережою ABC, церемонія тривала 3 години 37 хвилин і за цей час її переглянуло 41,62 мільйони глядачів США.

## Фотогалерея

### Ведучі

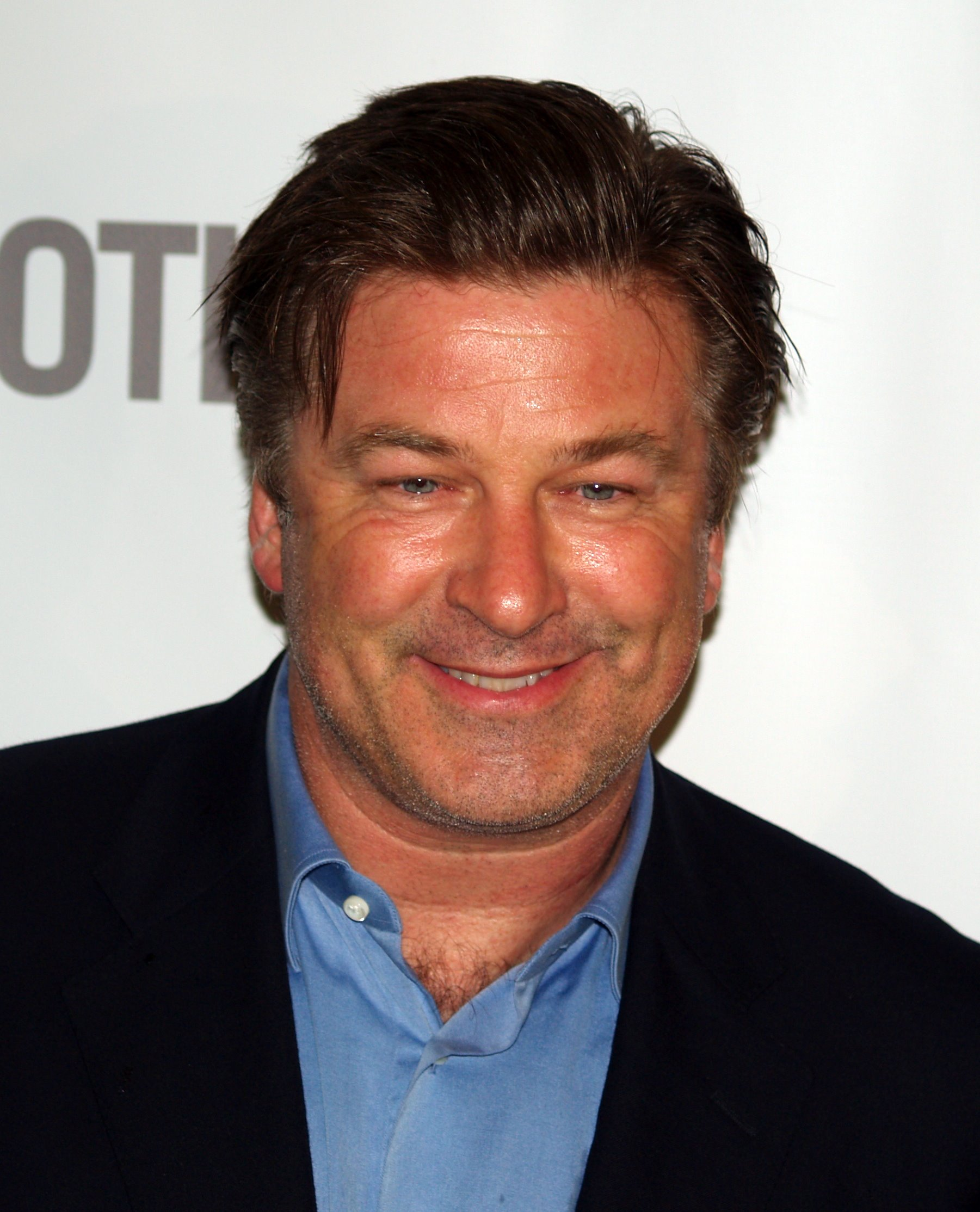
Алек Болдвін
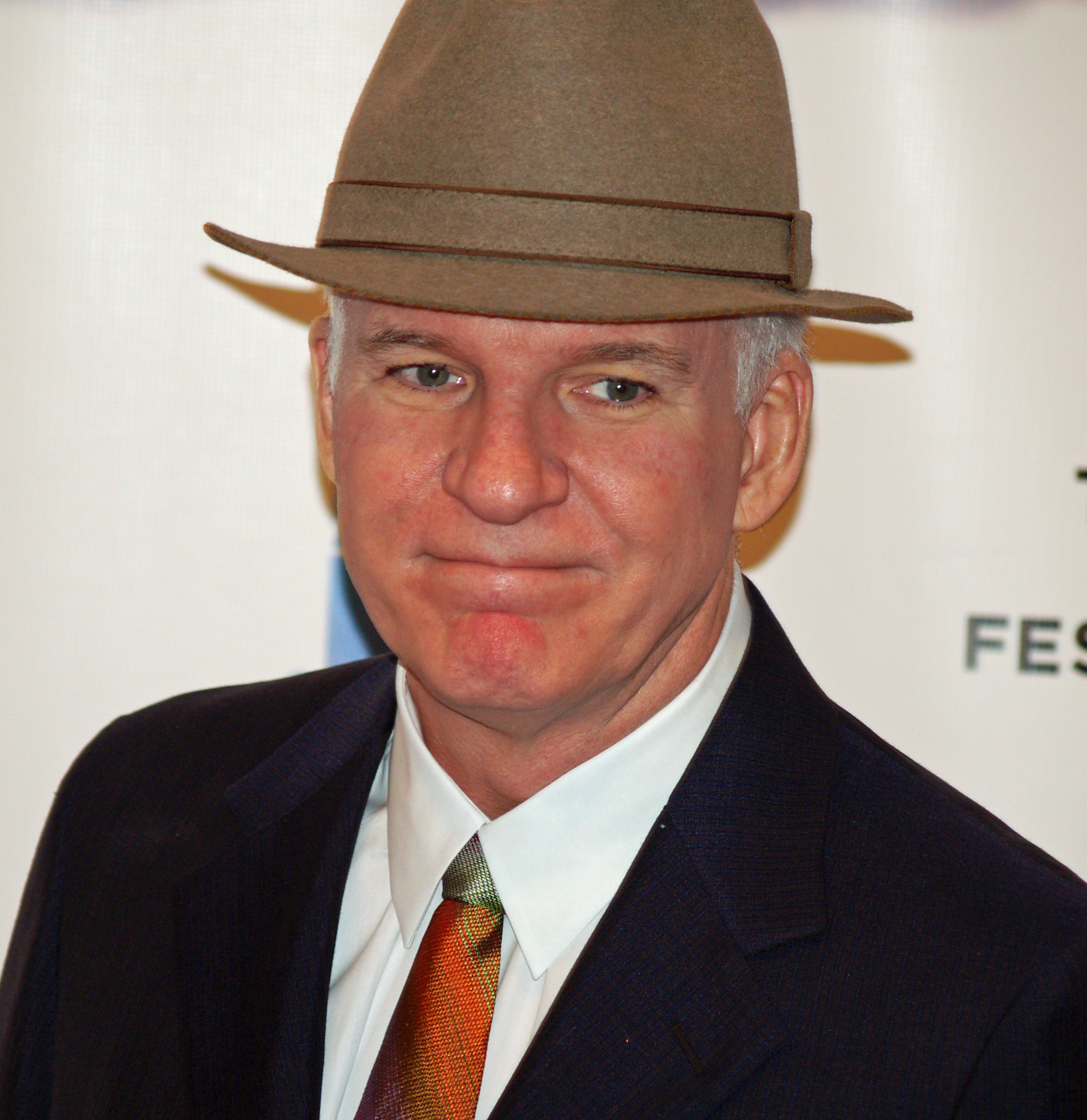
Стів Мартін

### Найкраща режисерська робота
| Лауреат                         | Номінанти |
| ------------------------------- | --- |
| - Кетрін Бігелоу «Володар Бурі» | - Лі Деніелс «Скарб» - Джеймс Камерон «Аватар» - Джейсон Райтман «Вище неба» - Квентін Тарантіно «Безславні виродки» |

### Найкраща чоловіча роль
| Лауреат                            | Номінанти |
| ---------------------------------- | --- |
| - Джефф Бріджес «Божевільне серце» | - Джордж Клуні «Вище неба» - Джеремі Реннер «Володар бурі» - Колін Ферт «Самотній чоловік» - Морган Фрімен «Непідкорений» |

### Найкраща жіноча роль
| Лауреат                            | Номінанти |
| ---------------------------------- | --- |
| - Сандра Баллок «Невидима сторона» | - Кері Малліган «Виховання почуттів» - Гелен Міррен «Остання неділя» - Габурі Сідібе «Скарб» - Меріл Стріп «Джулі і Джулія: Готуємо щастя за рецептом» |

### Найкраща чоловіча роль другого плану
| Лауреат                             | Номінанти |
| ----------------------------------- | --- |
| - Крістоф Вальц «Безславні виродки» | - Метт Деймон «Непідкорений» - Крістофер Пламмер «Остання неділя» - Стенлі Туччі «Милі кості» - Вуді Гаррельсон «Посланник» |

### Найкраща жіноча роль другого плану
| Лауреат          | Номінанти |
| ---------------- | --- |
| - Мо'Нік «Скарб» | - Меггі Джилленгал «Божевільне серце» - Анна Кендрік «Вище неба» - Пенелопа Крус «Дев'ять» - Віра Фарміґа «Вище неба» |

### Особливі нагороди
| - Лорен Беколл | - Роджер Корман |

## Список лауреатів та номінантів
Тут наведено повний список номінантів.
Дев'ятнадцять кінокартин і три мультиплікаційних фільму брали участь у конкурсі відразу за декількома номінаціями:
Число нагород / загальне число номінацій
- 6/9: «Володар Бурі»
- 3/9: «Аватар»
- 2/6: «Скарб»
- 2/5: «Вперед і вгору»
- 2/3: «Божевільне серце»
- 1/8: «Безславні виродки»
- 1/4: «Зоряний шлях»
- 1/3: «Молода Вікторія»
- 1/2: «Невидима сторона»

Номіновані фільми, які не отримали нагороди:
- 6: «Вище неба»
- 4: «Дев'ять» та «Дев'ятий округ»
- 3: «Виховання почуттів» та «Принцеса і жаба»
- 2: «Біла стрічка», «Незрівнянний містер Фокс», «Імаджинаріум доктора Парнаса», «Непідкорений», «Посланник», «Остання неділя», «Серйозна людина» та «Шерлок Холмс»
- 1: «Гаррі Поттер і Напівкровний Принц»

### Основні категорії
Переможці виділені окремим кольором.
| Категорії                                                                               | Лауреати і номінанти                                               |
| --------------------------------------------------------------------------------------- | ------------------------------------------------------------------ |
| Найкращий фільм Нагороду вручав Том Генкс                                               | • «Володар Бурі»                                                   |
| Найкращий фільм Нагороду вручав Том Генкс                                               | • «Аватар»                                                         |
| Найкращий фільм Нагороду вручав Том Генкс                                               | • «Безславні виродки»                                              |
| Найкращий фільм Нагороду вручав Том Генкс                                               | • «Вперед і вгору»                                                 |
| Найкращий фільм Нагороду вручав Том Генкс                                               | • «Виховання почуттів»                                             |
| Найкращий фільм Нагороду вручав Том Генкс                                               | • «Вище неба»                                                      |
| Найкращий фільм Нагороду вручав Том Генкс                                               | • «Невидима сторона»                                               |
| Найкращий фільм Нагороду вручав Том Генкс                                               | • «Дев'ятий округ»                                                 |
| Найкращий фільм Нагороду вручав Том Генкс                                               | • «Серйозна людина»                                                |
| Найкращий фільм Нагороду вручав Том Генкс                                               | • «Скарб»                                                          |
| Найкраща режисерська робота Нагороду вручала Барбра Стрейзанд                           | • Кетрін Бігелоу — «Володар Бурі»                                  |
| Найкраща режисерська робота Нагороду вручала Барбра Стрейзанд                           | • Лі Деніелс — «Скарб»                                             |
| Найкраща режисерська робота Нагороду вручала Барбра Стрейзанд                           | • Джеймс Камерон — «Аватар»                                        |
| Найкраща режисерська робота Нагороду вручала Барбра Стрейзанд                           | • Джейсон Райтман — «Вище неба»                                    |
| Найкраща режисерська робота Нагороду вручала Барбра Стрейзанд                           | • Квентін Тарантіно — «Безславні виродки»                          |
| Найкраща чоловіча роль Нагороду вручала Кейт Вінслет                                    | • Джефф Бріджес — «Божевільне серце»                               |
| Найкраща чоловіча роль Нагороду вручала Кейт Вінслет                                    | • Джордж Клуні — «Вище неба»                                       |
| Найкраща чоловіча роль Нагороду вручала Кейт Вінслет                                    | • Джеремі Реннер — «Володар Бурі»                                  |
| Найкраща чоловіча роль Нагороду вручала Кейт Вінслет                                    | • Колін Ферт — «Одинокий чоловік»                                  |
| Найкраща чоловіча роль Нагороду вручала Кейт Вінслет                                    | • Морган Фрімен — «Непідкорний»                                    |
| Найкраща жіноча роль Нагороду вручав Шон Пенн                                           | • Сандра Баллок — «Невидима сторона»                               |
| Найкраща жіноча роль Нагороду вручав Шон Пенн                                           | • Кері Малліган — «Виховання почуттів»                             |
| Найкраща жіноча роль Нагороду вручав Шон Пенн                                           | • Гелен Міррен — «Остання неділя»                                  |
| Найкраща жіноча роль Нагороду вручав Шон Пенн                                           | • Габурі Сідібе — «Скарб»                                          |
| Найкраща жіноча роль Нагороду вручав Шон Пенн                                           | • Меріл Стріп — «Джулі і Джулія: Готуємо щастя за рецептом»        |
| Найкраща чоловіча роль другого плану Нагороду вручала Пенелопа Крус                     | • Крістоф Вальц — «Безславні виродки»                              |
| Найкраща чоловіча роль другого плану Нагороду вручала Пенелопа Крус                     | • Метт Деймон — «Непідкорений»                                     |
| Найкраща чоловіча роль другого плану Нагороду вручала Пенелопа Крус                     | • Крістофер Пламмер — «Остання неділя»                             |
| Найкраща чоловіча роль другого плану Нагороду вручала Пенелопа Крус                     | • Стенлі Туччі — «Милі кості»                                      |
| Найкраща чоловіча роль другого плану Нагороду вручала Пенелопа Крус                     | • Вуді Гаррельсон — «Посланник»                                    |
| Найкраща жіноча роль другого плану Нагороду вручав Робін Вільямс                        | • Мо'Нік — «Скарб»                                                 |
| Найкраща жіноча роль другого плану Нагороду вручав Робін Вільямс                        | • Меггі Джилленгол — «Божевільне серце»                            |
| Найкраща жіноча роль другого плану Нагороду вручав Робін Вільямс                        | • Анна Кендрік — «Вище неба»                                       |
| Найкраща жіноча роль другого плану Нагороду вручав Робін Вільямс                        | • Пенелопа Крус — «Дев'ять»                                        |
| Найкраща жіноча роль другого плану Нагороду вручав Робін Вільямс                        | • Віра Фарміґа — «Вище неба»                                       |
| Найкращий фільм іноземною мовою Нагороду вручали Педро Альмодовар та Квентін Тарантіно  | • «Таємниця в його очах» (Аргентина)                               |
| Найкращий фільм іноземною мовою Нагороду вручали Педро Альмодовар та Квентін Тарантіно  | • «Ajami» (Ізраїль)                                                |
| Найкращий фільм іноземною мовою Нагороду вручали Педро Альмодовар та Квентін Тарантіно  | • «Біла стрічка» (Австрія, Німеччина)                              |
| Найкращий фільм іноземною мовою Нагороду вручали Педро Альмодовар та Квентін Тарантіно  | • «Молоко скорботи» (Перу)                                         |
| Найкращий фільм іноземною мовою Нагороду вручали Педро Альмодовар та Квентін Тарантіно  | • «Пророк» (Франція)                                               |
| Найкращий анімаційний повнометражний фільм Нагороду вручали Камерон Діаз та Стів Керелл | • «Вперед і вгору»                                                 |
| Найкращий анімаційний повнометражний фільм Нагороду вручали Камерон Діаз та Стів Керелл | • «Незрівнянний містер Фокс»                                       |
| Найкращий анімаційний повнометражний фільм Нагороду вручали Камерон Діаз та Стів Керелл | • «Кораліна в Країні Кошмарів»                                     |
| Найкращий анімаційний повнометражний фільм Нагороду вручали Камерон Діаз та Стів Керелл | • «Принцеса і жаба»                                                |
| Найкращий анімаційний повнометражний фільм Нагороду вручали Камерон Діаз та Стів Керелл | • «Секрет Келлів»                                                  |
| Найкращий адаптований сценарій Нагороду вручали Рейчел МакАдамс та Джейк Джилленголл    | • «Скарб» — Джеффрі Флетчер та Сапфір                              |
| Найкращий адаптований сценарій Нагороду вручали Рейчел МакАдамс та Джейк Джилленголл    | • «У петлі» — Джессі Армстронг, Саймон Блекуелл, Тоні Рош та інші… |
| Найкращий адаптований сценарій Нагороду вручали Рейчел МакАдамс та Джейк Джилленголл    | • «Виховання почуттів» — Нік Горнбі                                |
| Найкращий адаптований сценарій Нагороду вручали Рейчел МакАдамс та Джейк Джилленголл    | • «Вище неба» — Джейсон Райтман та Шелдон Тернер                   |
| Найкращий адаптований сценарій Нагороду вручали Рейчел МакАдамс та Джейк Джилленголл    | • «Дев'ятий округ» — Нілл Блумкамп та Террі Татчелл                |
| Найкращий оригінальний сценарій Нагороду вручали Тіна Фей та Роберт Дауні-молодший      | • «Володар Бурі» — Марк Боал                                       |
| Найкращий оригінальний сценарій Нагороду вручали Тіна Фей та Роберт Дауні-молодший      | • «Вперед і вгору» — Боб Пітерсон, Томас МакКарті та Піт Доктер    |
| Найкращий оригінальний сценарій Нагороду вручали Тіна Фей та Роберт Дауні-молодший      | • «Безславні виродки» — Квентін Тарантіно                          |
| Найкращий оригінальний сценарій Нагороду вручали Тіна Фей та Роберт Дауні-молодший      | • «Посланник» — Алессандро Камон та Орен Моверман                  |
| Найкращий оригінальний сценарій Нагороду вручали Тіна Фей та Роберт Дауні-молодший      | • «Серйозна людина» — Брати Коен                                   |

### Інші категорії
| Категорії                                                                                    | Лауреати і номінанти |
| -------------------------------------------------------------------------------------------- | --- |
| Найкраща музика до фільму Нагороду вручали Дженніфер Лопез і Сем Вортінгтон                  | • «Вперед і вгору» — Майкл Джаккіно |
| Найкраща музика до фільму Нагороду вручали Дженніфер Лопез і Сем Вортінгтон                  | • «Аватар» — Джеймс Горнер |
| Найкраща музика до фільму Нагороду вручали Дженніфер Лопез і Сем Вортінгтон                  | • «Незрівнянний містер Фокс» — Александр Деспла |
| Найкраща музика до фільму Нагороду вручали Дженніфер Лопез і Сем Вортінгтон                  | • «Володар бурі» — Марко Бельтрамі і Бак Сандерс |
| Найкраща музика до фільму Нагороду вручали Дженніфер Лопез і Сем Вортінгтон                  | • «Шерлок Холмс» — Ганс Ціммер |
| Найкраща пісня до фільму Нагороду вручали Майлі Сайрус і Аманда Сейфрід                      | • «The Weary Kind (Theme from Crazy Heart)» — «Божевільне серце» (виконавці: Раян Бінґгем і Ті-Боун Бернет)                                          |
| Найкраща пісня до фільму Нагороду вручали Майлі Сайрус і Аманда Сейфрід                      | • «Almost There» — «Принцеса і жаба» (виконавець: Ренді Н'юман)                                                                                      |
| Найкраща пісня до фільму Нагороду вручали Майлі Сайрус і Аманда Сейфрід                      | • «Down in New Orleans» — «Принцеса і жаба» (виконавець: Ренді Н'юман)                                                                               |
| Найкраща пісня до фільму Нагороду вручали Майлі Сайрус і Аманда Сейфрід                      | • «Loin de Paname» — «Париж 36» (виконавець: Френк Томас)                                                                                            |
| Найкраща пісня до фільму Нагороду вручали Майлі Сайрус і Аманда Сейфрід                      | • «Take It All» — «Дев'ять» (виконавець: Морі Єстон)                                                                                                 |
| Найкраща операторська робота Нагороду вручала Сандра Буллок                                  | • «Аватар» — Мауро Фіоре |
| Найкраща операторська робота Нагороду вручала Сандра Буллок                                  | • «Біла стрічка» — Крістіан Бергер |
| Найкраща операторська робота Нагороду вручала Сандра Буллок                                  | • «Безславні виродки» — Роберт Річардсон |
| Найкраща операторська робота Нагороду вручала Сандра Буллок                                  | • «Гаррі Поттер і Напівкровний Принц» — Бруно Дельбоннель                                                                                            |
| Найкраща операторська робота Нагороду вручала Сандра Буллок                                  | • «Володар бурі» — Баррі Екройд |
| Найкраща робота художника-постановника Нагороду вручала Сігурні Вівер                        | • «Аватар» — Рік Картер, Роберт Стромберг і Кім Сінклер                                                                                              |
| Найкраща робота художника-постановника Нагороду вручала Сігурні Вівер                        | • «Імаджинаріум доктора Парнаса» — Девід Воррен, Анастасія Масаро і Керолайн Сміт                                                                    |
| Найкраща робота художника-постановника Нагороду вручала Сігурні Вівер                        | • «Дев'ять» — Джон Майр і Гордон Сім |
| Найкраща робота художника-постановника Нагороду вручала Сігурні Вівер                        | • «Молода Вікторія» — Патріс Вермет і Меггі Грей |
| Найкраща робота художника-постановника Нагороду вручала Сігурні Вівер                        | • «Шерлок Холмс» — Сара Грінвуд і Кеті Спенсер |
| Найкращий дизайн костюмів Нагороду вручали Сара Джессіка Паркер і Том Форд                   | • «Молода Вікторія» — Сенді Повелл |
| Найкращий дизайн костюмів Нагороду вручали Сара Джессіка Паркер і Том Форд                   | • «Імаджинаріум доктора Парнаса» — Монік Прудом |
| Найкращий дизайн костюмів Нагороду вручали Сара Джессіка Паркер і Том Форд                   | • «Дев'ять» — Коллін Етвуд |
| Найкращий дизайн костюмів Нагороду вручали Сара Джессіка Паркер і Том Форд                   | • «Коко до Шанель» — Катрін Летер'є |
| Найкращий дизайн костюмів Нагороду вручали Сара Джессіка Паркер і Том Форд                   | • «Яскрава зірка» — Джанет Паттерсон |
| Найкращий монтаж Нагороду вручав Тайлер Перрі                                                | • «Володар бурі» — Кріс Інніс і Боб Муравський |
| Найкращий монтаж Нагороду вручав Тайлер Перрі                                                | • «Аватар» — Джеймс Камерон, Джон Рефуа і Стівен І. Рівкін                                                                                           |
| Найкращий монтаж Нагороду вручав Тайлер Перрі                                                | • «Дев'ятий округ» — Джуліан Кларк |
| Найкращий монтаж Нагороду вручав Тайлер Перрі                                                | • «Безславні виродки» — Саллі Менке |
| Найкращий монтаж Нагороду вручав Тайлер Перрі                                                | • «Скарб» — Джо Клотц |
| Найкращий грим Нагороду вручав Бен Стіллер                                                   | • «Зоряний шлях» — Барні Бурман, Мінді Голл і Джоел Гарлоу                                                                                           |
| Найкращий грим Нагороду вручав Бен Стіллер                                                   | • «Дивовижний» — Альдо Синйоретті |
| Найкращий грим Нагороду вручав Бен Стіллер                                                   | • «Молода Вікторія» — Джон Генрі Гордон і Дженні Ширкор                                                                                              |
| Найкращий звук Нагороду вручали Анна Кендрік і Зак Ефрон                                     | • «Володар бурі» — Пол Н. Дж. Оттоссон |
| Найкращий звук Нагороду вручали Анна Кендрік і Зак Ефрон                                     | • «Аватар» — Крістофер Боєс і Гвендолін Віттл |
| Найкращий звук Нагороду вручали Анна Кендрік і Зак Ефрон                                     | • «Вперед і вгору» — Майкл Сільверс і Том Маєрс |
| Найкращий звук Нагороду вручали Анна Кендрік і Зак Ефрон                                     | • «Безславні виродки» — Вайлі Стейтман |
| Найкращий звук Нагороду вручали Анна Кендрік і Зак Ефрон                                     | • «Зоряний шлях» — Марк Стокінгер і Алан Ренкін |
| Найкращий звуковий монтаж Нагороду вручали Анна Кендрік і Зак Ефрон                          | • «Володар бурі» — Пол Н. Дж. Оттоссон і Рей Беккет                                                                                                  |
| Найкращий звуковий монтаж Нагороду вручали Анна Кендрік і Зак Ефрон                          | • «Аватар» — Крістофер Боєс, Гері Саммерс, Енді Нельсон і Тоні Джонсон                                                                               |
| Найкращий звуковий монтаж Нагороду вручали Анна Кендрік і Зак Ефрон                          | • «Безславні виродки» — Майкл Мінклер, Тони Ламберті і Марк Влано                                                                                    |
| Найкращий звуковий монтаж Нагороду вручали Анна Кендрік і Зак Ефрон                          | • «Зоряний шлях» — Анна Белмер, Енді Нельсон і Пітер Дж. Девлін                                                                                      |
| Найкращий звуковий монтаж Нагороду вручали Анна Кендрік і Зак Ефрон                          | • «Трансформери: Помста полеглих» — Грег П. Расселл, Гері Саммерс і Джеффрі Паттерсон                                                                |
| Найкращі візуальні ефекти Нагороду вручали Джерард Батлер і Бредлі Купер                     | • «Аватар» — Джо Леттері, Стівен Розенбаум, Річард Бенігема і Ендрю Р. Джонс                                                                         |
| Найкращі візуальні ефекти Нагороду вручали Джерард Батлер і Бредлі Купер                     | • «Зоряний шлях» — Роджер Гаєтт, Рассел Ерл, Пол Кевен і Барт Далтон                                                                                 |
| Найкращі візуальні ефекти Нагороду вручали Джерард Батлер і Бредлі Купер                     | • «Дев'ятий округ» — Ден Кауфман, Пітер Міюзер, Роберт Габрос і Матт Ейткен                                                                          |
| Найкращий документальний повнометражний фільм Нагороду вручав Метт Деймон                    | • «Бухта» (The Cove) |
| Найкращий документальний повнометражний фільм Нагороду вручав Метт Деймон                    | • «Бірманський відеорепортер» (Burma VJ) |
| Найкращий документальний повнометражний фільм Нагороду вручав Метт Деймон                    | • Корпорація «Їжа» (Food, Inc.) |
| Найкращий документальний повнометражний фільм Нагороду вручав Метт Деймон                    | • «Найнебезпечніша людина Америки: Даніель Еллсберг і папери Пентагону» (The Most Dangerous Man in America: Daniel Ellsberg and the Pentagon Papers) |
| Найкращий документальний повнометражний фільм Нагороду вручав Метт Деймон                    | • «Which Way Home» |
| Найкращий документальний короткометражний фільм Нагороду вручали Кері Малліган і Зої Салдана | • «Music by Prudence» |
| Найкращий документальний короткометражний фільм Нагороду вручали Кері Малліган і Зої Салдана | • «Кролик по-берлінськи» (Rabbit à la Berlin) |
| Найкращий документальний короткометражний фільм Нагороду вручали Кері Малліган і Зої Салдана | • «Неприродні небезпеки Китаю: Сльози в провінції Сичуань» (China's Unnatural Disaster: The Tears of Sichuan Province)                               |
| Найкращий документальний короткометражний фільм Нагороду вручали Кері Малліган і Зої Салдана | • «Останній вагон: Закриття заводу GM» (The Last Truck: Closing of a GM Plant)                                                                       |
| Найкращий документальний короткометражний фільм Нагороду вручали Кері Малліган і Зої Салдана | • «Остання кампанія губернатора Бута Гарднера» (The Last Campaign of Governor Booth Gardner)                                                         |
| Найкращий анімаційний короткометражний фільм Нагороду вручали Кері Малліган і Зої Салдана    | • «Логорама» (Logorama) |
| Найкращий анімаційний короткометражний фільм Нагороду вручали Кері Малліган і Зої Салдана    | • « Жінка і смерть» (The Lady and the Reaper (La Dama y la Muerte))                                                                                  |
| Найкращий анімаційний короткометражний фільм Нагороду вручали Кері Малліган і Зої Салдана    | • «Неймовірні пригоди Воллеса і Громіта: Справа про хліб і смерть»                                                                                   |
| Найкращий анімаційний короткометражний фільм Нагороду вручали Кері Малліган і Зої Салдана    | • «Спляча красуня бабусі О'Грімм» (Granny O'Grimm's Sleeping Beauty)                                                                                 |
| Найкращий анімаційний короткометражний фільм Нагороду вручали Кері Малліган і Зої Салдана    | • «Французька кава» (French Roast) |
| Найкращий ігровий короткометражний фільм Нагороду вручали Кері Малліган і Зої Салдана        | • «The New Tenants» |
| Найкращий ігровий короткометражний фільм Нагороду вручали Кері Малліган і Зої Салдана        | • «Замість Абракадабри» (Instead of Abracadabra) |
| Найкращий ігровий короткометражний фільм Нагороду вручали Кері Малліган і Зої Салдана        | • «Двері» (The Door) |
| Найкращий ігровий короткометражний фільм Нагороду вручали Кері Малліган і Зої Салдана        | • «Kavi» |
| Найкращий ігровий короткометражний фільм Нагороду вручали Кері Малліган і Зої Салдана        | • «Miracle Fish» |